# Rio Capivari (Jaguariaíva)
Der Rio Capivari ist zusammen mit seinem Quellfluss Rio Lambari ein etwa 35 km langer linker Nebenfluss des Rio Jaguariaíva im Osten des brasilianischen Bundesstaats Paraná.

## Geografie

### Lage
Das Einzugsgebiet des Rio Capivari befindet sich auf dem Segundo Planalto Paranaense (der Zweiten oder Ponta-Grossa-Hochebene von Paraná).

### Verlauf
Sein Quellgebiet liegt im Munizip Jaguariaíva auf 1237 m Meereshöhe etwa 20 km südwestlich des Hauptorts in der Nähe der PR-151.
Der Fluss verläuft überwiegend in nordöstlicher Richtung vollständig innerhalb der Área de Proteção Ambiental da Escarpa Devoniana. Bis zur rechtsseitigen Einmündung des Rio Diamante trägt er für 17 km den Namen Rio Lambari. Er mündet, kurz nachdem er die Stadt Jaguariaíva durchflossen hat, auf 810 m Höhe von links in den Rio Jaguariaíva. Er ist etwa 35 km lang.

### Munizipien im Einzugsgebiet
Der Rio Capivari verläuft vollständig innerhalb des Munizips Jaguariaíva.